# 뉴욕 지하철 A선
뉴욕 지하철 A선은 뉴욕 지하철의 운행 계통이다. 색상은 선명한 파랑이다.
A선은 인우드(Inwood)와 파 로커웨이(Far Rockaway) 사이에서 32 마일 (51km)의 거리에서 가장 긴 좌석을 제공하며, 평일 승객 수는 약 600,000명이다.

## 역사
A와 AA은 1932년 9월 10일에 개통된 IND 8가 선의 첫 운행 계통이었다. 인디펜던트 서브웨이 시스템(IND)는 급행 서비스에는 한 개 문자를 표시하고, 완행 서비스에는 두 개 문자를 표시했다. A는 207가와 챔버스가-세계 무역 센터 간을 급행으로 운행하며, AA는 168가와 챔버스가-세계 무역 센터를 완행으로 운행한다. 당시 허드슨 터미널(Hudson Terminal)로 알려졌다. AA는 빨간색 색상을 사용했다. 심야와 일요일 동안에는 A가 운행되지 않고, AA는 노선을 따라 모든 노선을 따라 정차했다.
A는 1933년 2월 1일 브루클린에 대한 크랜베리가 터널(Cranberry Street Tunnel)이 개통했을 때 제이가-메트로테크 행으로 확장되었다.; 베르겐가 확장은 2010년 3월 20일에, 처치가 확장은 10월 7일에 개통했다.
1936년 4월 9일, 로커웨이가 행 IND 풀튼가 선이 개통했다. 1936년 완공은 브루클린의 중앙 아프리카계 미국인 공동체로서 베드퍼드스타이베선트 설립에 필수적인 역할을 했다. A 열차는 맨해튼의 중앙 아프리카계 미국인 공동체 인 할렘(Harlem)을 베드퍼드스타이베선트 지역에 연결하여 뉴욕의 다른 지역에서는 찾아볼 수 없는 아프리카계 미국인을 위한 주거 기회를 제공했다.
1946년 12월 30일과 1948년 11월 28일, 이 노선은 브로드웨-이스트 뉴욕 (Broadway-East New York, 브로드웨이 정션)과 유클리드가로 각각 연장되었다.
1949년 10월 24일, 브루클린에서 브로드웨이-이스트 뉴욕으로의 특급 서비스가 출퇴근 시간에서 A 급행으로 시작되었으며, E는 완행 운행을 위해 연장되었다.
1956년 4월 29일에 그랜트가가 개장되어, BMT 풀튼가 선을 넘어 레퍼츠 블러바드까지 확장되었다. 밤을 제외한 평일에는 레퍼츠 블러바드 및 유클리드가에서 종착되는 대체 열차가 있었다. 주말에는 유클리드가에서 레퍼츠 블러바드로 가는 셔틀로 운행했다.

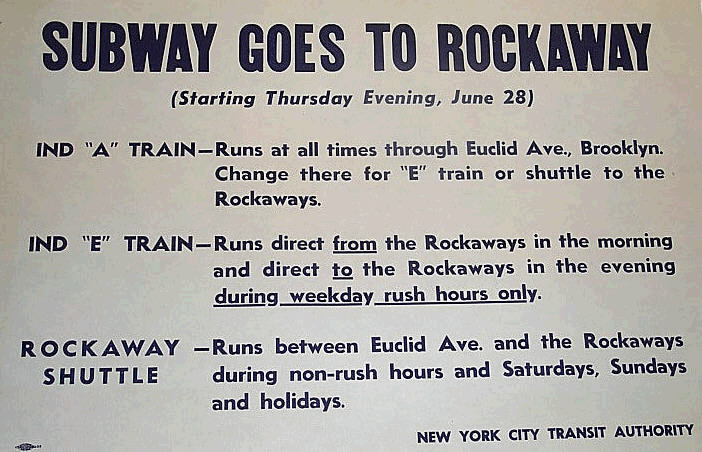
Subway Goes To Rockaway

두 달 후인 1956년 6월 28일, 구 롱아일랜드 철도 로커웨이 선은 지하철 사양에 맞게 개조되었으며, 서비스는 로커웨이 파크와 웨이브크레스트 (비치 25가) 간으로 시작되었다.  이 때, 'E 열차와 풀튼가 선에서 러시아워 급행 서비스가 시작되었다.
1956년 9월 16일, A는 로커웨이를 E로 대체하면서 확장되었다. 당시 대체 기차는 레퍼츠 블러바드로 계속 운행되었다. 1957년 1월 27일, 로커웨이 행 비혼잡 시간대 운행은 중단되었으며, 유클리드가와 웨이브크레스트(현재 비치 25가) 사이를 운행하는 셔틀로 대체되었다. 비혼잡 시간대에는 이제 오존 파크-레퍼츠 블러바드로 열차가 운행되었다. 이것은 또한 로커웨이에서 E가 A를 다시 대체한 시기일 수도 있었다.
1958년 1월 16일 파 로커웨이-모트가에 새로운 터미널이 생겼고 롱아일랜드 철도의 파 로커웨이역 (롱아일랜드 철도파 로커웨이 역과의 연결이 끊어졌다. 1958년 9월 8일, A 열차는 로커웨이의 E 열차를 다시 교체했다. 유클리드가에서 로커웨이 종착지까지 "라운드로빈(Round-robin)"서비스가 시작되었으며, 비혼잡 시간대에는, 러버어웨이(Loveraway) 터미널은 서비스를 통해 오존 파크-레퍼츠 블러바드로 운행되었다. 유클리드가에서 로커웨이 종착지까지 "라운드로빈(Round-robin)"서비스가 시작되었으며, 비 러시 시간대에 A 서비스는 레퍼츠 블러바드로 운행되었다. 1959년 9월, A는 브루클린에서 E로 표현되기 시작하여 항상 브루클린에서 완행 운행을 시작했다.
1963년에 E 열차는 로커웨이로 확장되었고, A 기차는 유클리드가 or 오존 파크-레퍼츠 블러바드 행을 전 시간에 운행했다. (유클리드가 발 HH 셔틀 서비스는 로커웨이로 가는 모든 서비스를 제공함.)
1967년 7월 9일, A 열차는 멀리 떨어진 파 로커웨이-모트가 행이 오후, 저녁, 주말까지 연장되어 그 지점의 HH 셔틀을 대체했다. 5년 후, 혼잡 시간도 연장되었다.
1973년 1월 2일에 A 열차는 풀튼가(Fulton Street)를 따라 급행 열차가 되었고 E 열차는 러시아워에 완행 열차가 되었다. 마지막으로, 1976년에 C는 러시아워 동안 풀튼가 완행(Fulton Street Local)이 되었다.
1977년 8월 27일, A는 AA가 운행되지 않는 심야에, 맨해튼에서 완행 정차를 운행하기 시작했다.
1988년 12월 11일, 중단된 K을 대체하여 주말 145가에서 168가 사이에 완행으로 달리는 A 열차가 운행되기 시작하고, 오후 및 러시아워 시간 동안 브루클린의 IND 풀튼가 선에서 C 완행 계통을 급행으로 운행한다.
1990년 9월 30일, A 열차가 저녁과 야간에는 145가와 168가, 심야에는 168가와 챔버스가에서 운행되기 시작했다.
1993년까지 A 열차는 심야 레퍼츠 블러바드로 달려 갔고 파 로커웨이 구간은 유클리드가로 가는 셔틀로 운행되었다. 1993년 A 운행 패턴이 바뀌었다. 심야 A 서비스는 파 로커웨이까지 운행했다. 그 이후로 A 셔틀은 늦은 밤에 유클리드가에서 오존 파크-레퍼츠 블러바드 간의 서비스를 제공했다. 몇 년 후 아침 러시 시간에는 로커웨이 파크에서 다크먼가까지, 그리고 저녁 러시 시간에는 168가에서 로커웨이 파크까지의 특별 A 서비스가 시작되었다. 1999년에 모든 C 서비스가 세계 무역 센터에서 유클리드가로 이전된 후, A는 심야를 제외한 풀튼가 선의 급행 계통이 되었다.
2005년 1월 23일 챔버스가 신호실에서 발생한 화재로 A 및 C 계통에 장애가 생겼다. 초기 평가에서는 정상적인 서비스를 복원하는데 수년이 걸릴 것으로 예상했지만, 손상된 장비는 사용 가능한 예비 부품으로 교체되었으며, 4월 21일 정상 서비스가 재개되었다.
2012년 10월 A 계통은 허리케인 샌디로 인한 IND 로커웨이 선의 극심한 손상으로 인해 영향을 받았다. 파 로커웨이와 로커웨이 파크로 향하는 열차는 하워드 비치-JFK 공항 역에서 종착하였다. 2013년 5월 30일에 로커웨이 행 서비스가 재개되었다. 파 로커웨이(Far Rockaway) 부분은 Hammels Wye의 연결 트랙을 지나 멀리 로커웨이-비치 90가 구간을 달리는 임시 무료 H 셔틀로 운행되었다.

## 대중 문화
Take the A Train은 빌리 스테이혼(Billy Strayhorn)의 재즈 스탠더드 곡으로, A 열차를 참고로 하여 지어졌다. 당시 A 열차는 동부 브루클린에서 할렘 및 노던맨해튼으로 올라갔으며, 맨해튼의 급행 노선을 사용했다. 이 곡은 듀크 엘링턴의 주제곡이 되고, 엘라 피츠제럴드의 공연에서 여는 곡으로 간혹 쓰였다. 이 곡에서 참고가 된 A열차가 가지는 의미 중 하나로, 뉴욕에서 가장 큰 두 개의 흑인 지역인 할렘과 베드퍼드스타이베선트를 연결하는 노선이라는 의미에서 비롯되었다.

## 운행 체계 정보

### 운행 정보
다음 표는 A선으로 사용되는 노선을 나타내며, 지정된 시간에 운행되는 경로는 회색으로 처리해놓았다.:
| 노선                        | 기점                  | 종점                      | 트랙 | 시간      | 시간        | 시간        | 시간        | 시간          |
| 노선                        | 기점                  | 종점                      | 트랙 | 레퍼츠 행 | 레퍼츠 행   | 로커웨이 행 | 로커웨이 행 | 로커웨이 행   |
| 노선                        | 기점                  | 종점                      | 트랙 | 심야 제외 | 심야 시간대 | 심야 제외   | 심야 시간대 | 출퇴근 시간대 |
| --------------------------- | --------------------- | ------------------------- | ---- | --------- | ----------- | ----------- | ----------- | ------------- |
| IND 8번가 선 (선로 전체)    | 인우드-207가          | 168가                     | 모두 |           |             |             |             |               |
| IND 8번가 선 (선로 전체)    | 163가-암스테르담가 역 | 카날가                    | 급행 |           |             |             |             |               |
| IND 8번가 선 (선로 전체)    | 163가-암스테르담가 역 | 카날가                    | 완행 |           |             |             |             |               |
| IND 8번가 선 (선로 전체)    | 챔버스가              | 하이가                    | 모두 |           |             |             |             |               |
| IND 풀튼가 선 (선로 전체)   | 제이가-메트로테크     | 쉐퍼드가                  | 급행 |           |             |             |             |               |
| IND 풀튼가 선 (선로 전체)   | 제이가-메트로테크     | 쉐퍼드가                  | 완행 |           |             |             |             |               |
| IND 풀튼가 선 (선로 전체)   | 유클리드가            | 유클리드가                | 모두 |           |             |             |             |               |
| IND 풀튼가 선 (선로 전체)   | 그랜트가              | 로커웨이 블러바드         | 완행 |           |             |             |             |               |
| IND 풀튼가 선 (선로 전체)   | 104가                 | 오존 파크-레퍼츠 블러바드 | 완행 |           |             |             |             |               |
| IND 로커웨이 선 (선로 전체) | 애퀴덕트 레이스트랙   | 하워드 비치-JFK 공항      | 완행 |           |             |             |             |               |
| IND 로커웨이 선 (선로 전체) | 브로드 채널           | 브로드 채널               | 모두 |           |             |             |             |               |
| IND 로커웨이 선 (선로 전체) | 비치 67가             | 파 로커웨이-모트가        | 모두 |           |             |             |             |               |
| IND 로커웨이 선 (선로 전체) | 비치 90가             | 로커웨이 파크-비치 116가  | 모두 |           |             |             |             |               |

### 역 정보
자세한 역 목록은 위에 나열된 문서를 참고할 것.
명확성을 위해 A의 지선을 다음 표에 별도로 표시되어 있다. 왼쪽 열은 레퍼츠 블러바드(Lefferts Boulevard) 행을, 오른쪽 열은 로커웨이(Rockaways) 행을 나타낸다. 하늘색으로 표시되는 지점은 러시아워의 피크 시간대에 '로커웨이 파크(Rockaway Park)' 행 열차가 정차하는 역을 나타낸다.
| 역 서비스 범례                        | 역 서비스 범례                            |
| ------------------------------------- | ----------------------------------------- |
| 전 시간대에 정차                      | 전 시간대에 정차                          |
| 새벽 시간대를 제외한 전 시간대에 정차 | 심야 시간대를 제외한 전 시간대에 정차     |
| 새벽 시간대에만 정차                  | 심야 시간대에만 정차                      |
| 평일에만 정차                         | 평일에만 정차                             |
| 운영 중단                             | 운영 중단                                 |
| 시간대 세부 정보                      |                                           |
|                                       |                                           |
| 장애인 접근                           | 미국 장애인법 적용 역                     |
| ↑                                     | 미국 장애인법에 따라 화살표만 표시하는 역 |
| ↓                                     | 미국 장애인법에 따라 화살표만 표시하는 역 |
|                                       | 중이층으로만 이동가능한 엘리베이터        |

| Lef.                                          | FR                   | RP                                   | 역 (한글)                        | 역 (영문)                               |                            | 환승 정보 | 교통 연결 및 참고                                                                       |
| --------------------------------------------- | -------------------- | ------------------------------------ | -------------------------------- | --------------------------------------- | -------------------------- | --- | --------------------------------------------------------------------------------------- |
| 맨해튼                                        |                      |                                      |                                  |                                         |                            | |                                                                                         |
| 8번가 선                                      |                      |                                      |                                  |                                         |                            | |                                                                                         |
| 새벽 시간대를 제외한 전 시간대에 정차         | 전 시간대에 정차     | ↑                                    | 인우드-207가                     | Inwood–207th Street                     |                            | | Bx12 셀렉트 버스 서비스                                                                 |
| 새벽 시간대를 제외한 전 시간대에 정차         | 전 시간대에 정차     | 러시아워 시간대의 혼잡 구간에만 정차 | 다크먼가                         | Dyckman Street                          |                            | | 일부 평일 러시아워 열차의 북부 종착역                                                   |
| 새벽 시간대를 제외한 전 시간대에 정차         | 전 시간대에 정차     | 러시아워 시간대의 혼잡 구간에만 정차 | 190가                            | 190th Street                            | 중2층에만 승강기 사용 가능 | |                                                                                         |
| 새벽 시간대를 제외한 전 시간대에 정차         | 전 시간대에 정차     | 러시아워 시간대의 혼잡 구간에만 정차 | 181가                            | 181st Street                            | 중2층에만 승강기 사용 가능 | |                                                                                         |
| 새벽 시간대를 제외한 전 시간대에 정차         | 전 시간대에 정차     | 러시아워 시간대의 혼잡 구간에만 정차 | 175가                            | 175th Street                            |                            | | 조지 워싱턴 브리지 버스 터미널                                                          |
| 새벽 시간대를 제외한 전 시간대에 정차         | 전 시간대에 정차     | 러시아워 시간대의 혼잡 구간에만 정차 | 168가                            | 168th Street                            |                            | C 1 (IRT 브로드웨이-7번가 선) | 일부 평일 러시아워 열차의 북부 종착역                                                   |
|                                               | 새벽 시간대에만 정차 |                                      | 163가-암스테르담가 역            | 163rd Street–Amsterdam Avenue           |                            | |                                                                                         |
|                                               | 새벽 시간대에만 정차 |                                      | 155가                            | 155th Street                            |                            | |                                                                                         |
| 새벽 시간대를 제외한 전 시간대에 정차         | 전 시간대에 정차     | 러시아워 시간대의 혼잡 구간에만 정차 | 145가                            | 145th Street                            |                            | C B D (IND 콘코스 선) |                                                                                         |
|                                               | 새벽 시간대에만 정차 |                                      | 135가                            | 135th Street                            |                            | |                                                                                         |
| 새벽 시간대를 제외한 전 시간대에 정차         | 전 시간대에 정차     | 러시아워 시간대의 혼잡 구간에만 정차 | 125가                            | 125th Street                            |                            | B C D | M60 셀렉트 버스 서비스를 통해 라과디아 국제공항 이용 가능                               |
|                                               | 새벽 시간대에만 정차 |                                      | 116가                            | 116th Street                            |                            | |                                                                                         |
|                                               | 새벽 시간대에만 정차 |                                      | 캐시드럴 파크웨이-110가          | Cathedral Parkway–110th Street          |                            | |                                                                                         |
|                                               | 새벽 시간대에만 정차 |                                      | 103가                            | 103rd Street                            |                            | |                                                                                         |
|                                               | 새벽 시간대에만 정차 |                                      | 96가                             | 96th Street                             |                            | |                                                                                         |
|                                               | 새벽 시간대에만 정차 |                                      | 86가                             | 86th Street                             |                            | | M86 셀렉트 버스 서비스                                                                  |
|                                               | 새벽 시간대에만 정차 |                                      | 81가-뮤지엄 오브 내츄럴 히스토리 | 81st Street–Museum of Natural History   |                            | | M79 셀렉트 버스 서비스                                                                  |
|                                               | 새벽 시간대에만 정차 |                                      | 72가                             | 72nd Street                             |                            | |                                                                                         |
| 새벽 시간대를 제외한 전 시간대에 정차         | 전 시간대에 정차     | 러시아워 시간대의 혼잡 구간에만 정차 | 59가-컬럼버스 서클               | 59th Street–Columbus Circle             |                            | B C D 1 2 (IRT 브로드웨이-7번가 선) |                                                                                         |
|                                               | 새벽 시간대에만 정차 |                                      | 50가                             | 50th Street                             |                            | E (IND 퀸즈 블러바드 선) | 남쪽 방면에서만 ADA-액세서빌(접근성) 가능                                               |
| 새벽 시간대를 제외한 전 시간대에 정차         | 전 시간대에 정차     | 러시아워 시간대의 혼잡 구간에만 정차 | 42가-포트 오소리티 버스 터미널   | 42nd Street–Port Authority Bus Terminal |                            | C E 1 2 3 (IRT 브로드웨이-7번가 선) 7 <7> (IRT 플러싱 선) N Q R W (BMT 브로드웨이 선) S (42가 셔틀) : 타임스 스퀘어-42가                          | 포트 오소리티 버스 터미널 M34A 셀렉트 버스 서비스                                       |
| 새벽 시간대를 제외한 전 시간대에 정차         | 전 시간대에 정차     | 러시아워 시간대의 혼잡 구간에만 정차 | 34가-펜 역(펜실베이니아 역)      | 34th Street–Penn Station                |                            | C E | M34 / M34A 셀렉트 버스 서비스 펜실베이니아 역에서 암트랙, LIRR, 뉴저지 트랜싯 이용 가능 |
|                                               | 새벽 시간대에만 정차 |                                      | 23가 역                          | 23rd Street                             |                            | E | M23 셀렉트 버스 서비스                                                                  |
| 새벽 시간대를 제외한 전 시간대에 정차         | 전 시간대에 정차     | 러시아워 시간대의 혼잡 구간에만 정차 | 14가                             | 14th Street                             |                            | C E L (BMT 캐나시 선) |                                                                                         |
| 새벽 시간대를 제외한 전 시간대에 정차         | 전 시간대에 정차     | 러시아워 시간대의 혼잡 구간에만 정차 | 웨스트 4가-워싱턴 스퀘어         | West Fourth Street–Washington Square    |                            | C E B D F M (IND 6번가 선) | PATH 환승 가능: 9가 역                                                                  |
|                                               | 새벽 시간대에만 정차 |                                      | 스프링가                         | Spring Street                           |                            | E |                                                                                         |
| 새벽 시간대를 제외한 전 시간대에 정차         | 전 시간대에 정차     | 러시아워 시간대의 혼잡 구간에만 정차 | 카날가                           | Canal Street                            |                            | C E |                                                                                         |
| 새벽 시간대를 제외한 전 시간대에 정차         | 전 시간대에 정차     | 러시아워 시간대의 혼잡 구간에만 정차 | 챔버스가                         | Chambers Street                         |                            | 틀:NYCS Eighth far south 2 3 (IRT 브로드웨이-7번가 선: 파크 플레이스 역)                                                                          | PATH 환승 가능: 세계 무역 센터 역                                                       |
| 새벽 시간대를 제외한 전 시간대에 정차         | 전 시간대에 정차     | 러시아워 시간대의 혼잡 구간에만 정차 | 풀튼가                           | Fulton Street                           |                            | C 2 3 (IRT 브로드웨이-7번가 선) 4 5 (IRT 렉싱턴가 선) J Z (BMT 나소가 선) 데이가 패시지웨이를 거쳐 코트랜드가 역의 N R W (BMT 브로드웨이 선) 연결 |                                                                                         |
| 브루클린                                      |                      |                                      |                                  |                                         |                            | |                                                                                         |
| 새벽 시간대를 제외한 전 시간대에 정차         | 전 시간대에 정차     | 러시아워 시간대의 혼잡 구간에만 정차 | 하이가                           | High Street                             |                            | C |                                                                                         |
| 풀튼가 선                                     |                      |                                      |                                  |                                         |                            | |                                                                                         |
| 새벽 시간대를 제외한 전 시간대에 정차         | 전 시간대에 정차     | 러시아워 시간대의 혼잡 구간에만 정차 | 제이가-메트로테크                | Jay Street–MetroTech                    |                            | C F <F> N R W (BMT 4번가 선) |                                                                                         |
| 새벽 시간대를 제외한 전 시간대에 정차         | 전 시간대에 정차     | 러시아워 시간대의 혼잡 구간에만 정차 | 호이트-스키머혼가                | Hoyt–Schermerhorn Streets               |                            | C G (IND 크로스타운 선) |                                                                                         |
|                                               | 새벽 시간대에만 정차 |                                      | 라파예트가                       | Lafayette Avenue                        |                            | |                                                                                         |
|                                               | 새벽 시간대에만 정차 |                                      | 클린턴-워싱턴가                  | Clinton–Washington Avenues              |                            | |                                                                                         |
|                                               | 새벽 시간대에만 정차 |                                      | 프랭클린가                       | Franklin Avenue                         |                            | 틀:NYCS Franklin (BMT 프랭클린가 선) |                                                                                         |
| 새벽 시간대를 제외한 전 시간대에 정차         | 전 시간대에 정차     | 러시아워 시간대의 혼잡 구간에만 정차 | 노스트란드가                     | Nostrand Avenue                         |                            | C | B44 셀렉트 버스 서비스, LIRR 애틀랜틱 지선 환승 가능: 노스트란드가 역                   |
|                                               | 새벽 시간대에만 정차 |                                      | 킹스턴-트루프가                  | Kingston–Throop Avenues                 |                            | | B15 버스를 통해 JFK 국제공항 이용 가능                                                  |
| 새벽 시간대를 제외한 전 시간대에 정차         | 전 시간대에 정차     | 러시아워 시간대의 혼잡 구간에만 정차 | 유티카가                         | Utica Avenue                            |                            | C | B46 셀렉트 버스 서비스                                                                  |
|                                               | 새벽 시간대에만 정차 |                                      | 랄프가                           | Ralph Avenue                            |                            | |                                                                                         |
|                                               | 새벽 시간대에만 정차 |                                      | 로커웨이가                       | Rockaway Avenue                         |                            | |                                                                                         |
| 새벽 시간대를 제외한 전 시간대에 정차         | 전 시간대에 정차     | 러시아워 시간대의 혼잡 구간에만 정차 | 브로드웨이 정션                  | Broadway Junction                       |                            | C J Z (BMT 자메이카 선) L (BMT 캐나시 선) |                                                                                         |
|                                               | 새벽 시간대에만 정차 |                                      | 리버티가                         | Liberty Avenue                          |                            | |                                                                                         |
|                                               | 새벽 시간대에만 정차 |                                      | 반 시클렌가                      | Van Siclen Avenue                       |                            | |                                                                                         |
|                                               | 새벽 시간대에만 정차 |                                      | 쉐퍼드가                         | Shepherd Avenue                         |                            | |                                                                                         |
| 전 시간대에 정차                              | 전 시간대에 정차     | 러시아워 시간대의 혼잡 구간에만 정차 | 유클리드가                       | Euclid Avenue                           |                            | C | 레퍼트 블러바드 행의 새벽 시간대 셔틀 북행 종착역                                       |
| 전 시간대에 정차                              | 전 시간대에 정차     | 러시아워 시간대의 혼잡 구간에만 정차 | 그랜트가                         | Grant Avenue                            |                            | |                                                                                         |
| 퀸스                                          |                      |                                      |                                  |                                         |                            | |                                                                                         |
| 전 시간대에 정차                              | 전 시간대에 정차     | 러시아워 시간대의 혼잡 구간에만 정차 | 80가                             | 80th Street                             |                            | |                                                                                         |
| 전 시간대에 정차                              | 전 시간대에 정차     | 러시아워 시간대의 혼잡 구간에만 정차 | 88가                             | 88th Street                             |                            | |                                                                                         |
| 전 시간대에 정차                              | 전 시간대에 정차     | 러시아워 시간대의 혼잡 구간에만 정차 | 로커웨이 블러바드                | Rockaway Boulevard                      |                            | |                                                                                         |
| 레퍼츠 블러바드 및 로커웨이 행으로 나뉨       |                      |                                      |                                  |                                         |                            | |                                                                                         |
|                                               |                      |                                      |                                  |                                         |                            | |                                                                                         |
| 전 시간대에 정차                              | 빈칸                 | 빈칸                                 | 104가                            | 104th Street                            |                            | |                                                                                         |
| 전 시간대에 정차                              | 빈칸                 | 빈칸                                 | 111가                            | 111th Street                            |                            | |                                                                                         |
| 전 시간대에 정차                              | 빈칸                 | 빈칸                                 | 오존 파크-레퍼츠 블러바드        | Ozone Park–Lefferts Boulevard           |                            | | Q10 버스를 통해 JFK 국제공항 이용 가능                                                  |
|                                               |                      |                                      |                                  |                                         |                            | |                                                                                         |
| 로커웨이 선                                   |                      |                                      |                                  |                                         |                            | |                                                                                         |
| 빈칸                                          | ↑                    | ↑                                    | 애퀴덕트 레이스트랙              | Aqueduct Racetrack                      |                            | | 북행 열차에서만 이용 가능한 역                                                          |
| 빈칸                                          | 전 시간대에 정차     | 러시아워 시간대의 혼잡 구간에만 정차 | 애퀴덕트-노스 콘뒷가             | Aqueduct–North Conduit Avenue           |                            | |                                                                                         |
| 빈칸                                          | 전 시간대에 정차     | 러시아워 시간대의 혼잡 구간에만 정차 | 하워드 비치-JFK 공항             | Howard Beach–JFK Airport                |                            | | 에어트레인 JFK                                                                          |
| 빈칸                                          | 전 시간대에 정차     | 러시아워 시간대의 혼잡 구간에만 정차 | 브로드 채널                      | Broad Channel                           |                            | S (로커웨이 파크 셔틀) |                                                                                         |
| 파 로커웨이 및 로커웨이 파크 행으로 나뉨      |                      |                                      |                                  |                                         |                            | |                                                                                         |
|                                               |                      |                                      |                                  |                                         |                            | |                                                                                         |
| 파 로커웨이 지선                              |                      |                                      |                                  |                                         |                            | |                                                                                         |
| 빈칸                                          | 전 시간대에 정차     | 빈칸                                 | 비치 67가                        | Beach 67th Street                       |                            | |                                                                                         |
| 빈칸                                          | 전 시간대에 정차     | 빈칸                                 | 비치 60가                        | Beach 60th Street                       |                            | |                                                                                         |
| 빈칸                                          | 전 시간대에 정차     | 빈칸                                 | 비치 44가                        | Beach 44th Street                       |                            | |                                                                                         |
| 빈칸                                          | 전 시간대에 정차     | 빈칸                                 | 비치 36가                        | Beach 36th Street                       |                            | |                                                                                         |
| 빈칸                                          | 전 시간대에 정차     | 빈칸                                 | 비치 25가                        | Beach 25th Street                       |                            | |                                                                                         |
| 빈칸                                          | 전 시간대에 정차     | 빈칸                                 | 파 로커웨이-모트가               | Far Rockaway–Mott Avenue                |                            | | LIRR 파 로커웨이 지선 환승 가능: 파 로커웨이 역                                         |
|                                               |                      |                                      |                                  |                                         |                            | |                                                                                         |
| 로커웨이 파크 지선 (러시아워 시간대에만 운영) |                      |                                      |                                  |                                         |                            | |                                                                                         |
| 빈칸                                          | 빈칸                 | 러시아워 시간대의 혼잡 구간에만 정차 | 비치 90가                        | Beach 90th Street                       |                            | S (로커웨이 파크 셔틀) |                                                                                         |
| 빈칸                                          | 빈칸                 | 러시아워 시간대의 혼잡 구간에만 정차 | 비치 98가                        | Beach 98th Street                       |                            | S (로커웨이 파크 셔틀) |                                                                                         |
| 빈칸                                          | 빈칸                 | 러시아워 시간대의 혼잡 구간에만 정차 | 비치 105가                       | Beach 105th Street                      |                            | S (로커웨이 파크 셔틀) |                                                                                         |
| 빈칸                                          | 빈칸                 | 러시아워 시간대의 혼잡 구간에만 정차 | 로커웨이 파크-비치 116가         | Rockaway Park–Beach 116th Street        |                            | S (로커웨이 파크 셔틀) |                                                                                         |

## 같이 보기
- 뉴욕 지하철 F선

## 참고
1. ↑  로커웨이 파크 발 북쪽 방면 열차는 207가에서 종착하지만, 로커웨이 파크 행 남쪽 방면 열차는 다크먼 또는 168가에서 출발한다.